# Chris Lawrence (rugby à XIII)
Pour les articles homonymes, voir Lawrence et Chris Lawrence.

a Compétitions nationales et continentales officielles uniquement.

b Matchs officiels uniquement.
Chris Lawrence, né le 19 octobre 1988 à Sydney, est un ancien joueur de rugby à XIII australien évoluant au poste d'ailier ou de centre dans les années 2000 et 2010.
Il fait ses débuts professionnels avec les Wests Tigers lors de la saison 2006 en National Rugby League à l'âge de 17 ans seulement. L'année suivante, il devient titulaire au poste de centre et devient rapidement incontournable en raison de ses performances sur le terrain, devenant l'un des meilleurs marqueur d'essais du club et de la National Rugby League. En 2009, il est sélectionné pour disputer le City vs Country Origin mais décline forfait en raison d'une blessure, puis pré-sélectionné pour le State of Origin mais n'est pas retenu. En 2010, il dispute cette fois-ci son premier City vs Country Origin puis est retenu en équipe d'Australie pour le tournoi des Quatre Nations 2010 au cours duquel il inscrit un essai.

## Palmarès
- Collectif :
  - Finaliste du tournoi des Quatre Nations : 2010 (Australie).

- Individuel :
  - Meilleur marqueur d'essais des Wests Tigers : 2007 et 2008.